# سامسون سارگسیان
سامسون کامویی سارگسیان (ارمنی: Սամսոն Կամոյի Սարգսյան؛ زادهٔ ۸ سپتامبر ۱۹۶۸) یک سیاستمدار  اهل ارمنستان است که از تاریخ ۱۹۹۹ تا تاریخ ۲۰۰۳ سمت نمایندگی دوره دوم مجلس ملی جمهوری ارمنستان را برعهده داشت.

## زندگی‌نامه
در ۸ سپتامبر ۱۹۶۸ در نوراپات به دنیا آمد و از دانشگاه دولتی علوم تربیتی آرماویر فارغ‌التحصیل شد. 

## یادداشت
1. ↑  Ժողովրդադեմոկրատական կուսակցություն /ԺԴԿ/